# Mladen Karaman
Mladen Stanko Karaman (* 15. Januar 1937 in Split, Königreich Jugoslawien; † 18. September 1991 in Kragujevac, Serbien) war ein jugoslawischer beziehungsweise serbischer Biologe und Zoologe. Seine Forschungsschwerpunkte waren die Entomologie, die Krebstierforschung und die Ichthyologie.

## Leben
Karaman war der älteste Sohn der Biologen Stanko Luka und Zora Karaman. Sein Bruder Gordan wurde ebenfalls ein bekannter Biologe. Von 1941 bis 1950 lebte er mit seiner Familie in Kragujevac, Smederevo und Split, wo er die Volksschule beendete. Bereits in seiner Jugendzeit sammelte er mit seinen Eltern biologisches Material und erwarb Grundkenntnisse in Biologie. Von 1950 bis 1953 lebte er in Dubrovnik, wo er das Gymnasium besuchte. 1953 zog er mit seiner Familie nach Skopje, wo er 1956 seine Hochschulreife erlangte.  Als Gymnasiast in der 6. Klasse veröffentlichte er seine erste Arbeit Pravokrilci okolina Skoplje, die als beste Schularbeit mit einem Preis ausgezeichnet wurde. In der 7. Klasse schrieb er seine erste wissenschaftliche Arbeit, die in der Zeitschrift Protect Bilja in Belgrad veröffentlicht wurde. Neben der Biologie organisierte und leitete er eine Abteilung für Amateurfotografie. 1956 schrieb er sich für ein Biologiestudium an der Philosophischen Fakultät in Skopje ein.
Karaman veröffentlichte 13 wissenschaftliche Arbeiten an der Fakultät, die sich hauptsächlich mit Geradflüglern (Orthopteroidea), aber auch mit Landasseln (Isopoda), Süßwasserkrebsen und Fischen befassten. 1962 schloss er sein Studium an der Universität Skopje mit einer Diplomarbeit über die Zehnfußkrebse der Volksrepublik Mazedonien ab. 1963 zog er nach Pristina, wo er als Assistenzprofessor an der Philosophischen Fakultät für Morphologie und Systematik der Wirbellosen tätig war.
1964 verteidigte er seine Doktorarbeit Taxonomisch-ökologische und zoogeographische Untersuchung der Orthopteroiden des Skopje-Tals an der Universität Ljubljana. 1969 wurde er außerordentlicher Professor an der Abteilung für Biologie. Bis dahin veröffentlichte er 12 weitere wissenschaftliche Arbeiten. Während dieser Zeit verbrachte er zwei Jahre als Stipendiat auf Einladung der Alexander-von-Humboldt-Stiftung am Zoologischen Institut in Hamburg, wo er sich mit taxonomisch-zoogeografischen Entwicklungen und phylogenetischen Studien von Fischen in Europa, Kleinasien, dem Nahen Osten und Nordafrika befasste. Bis 1976, als er von Pristina nach Kragujevac zog, veröffentlichte er 16 weitere wissenschaftliche Arbeiten.
An der Universität Kragujevac wurde er ordentlicher Professor für Taxonomie und vergleichende Morphologie von Wirbellosen an der neu eingerichteten Abteilung Kragujevac der Fakultät für Naturwissenschaften und Mathematik der Universität Belgrad. Von 1977 bis 1979 war er Vizedekan und in der Zeit von 1980 bis 1982 Dekan der Fakultät für Naturwissenschaften in Kragujevac.
Von 1983 bis 1985 leitete er den Zweig der Serbischen Biologischen Gesellschaft in Kragujevac.
1996 wurde die Ökologische Forschungsgesellschaft an der Fakultät für Naturwissenschaften in Kragujevac gegründet und nach ihm benannt.
1971 stellte Karaman die Karpfenfischgattung Carasobarbus auf. 1963 beschrieb er die Unterart Cobitis aurata bosniaca des Gold-Steinbeißers, 1966 mit seinem Vater die Asselart Monocyphoniscus loritzi, 1972 die türkische Weißfischart Pseudophoxinus egridiri und 1974 das Drin-Bachneunauge (Eudontomyzon stankokaramani), das er nach seinem Vater benannte.